# COPACOBANA
Il progetto COPACOBANA (abbreviazione dell'inglese cost-optimized parallel code breaker) è un'apparecchiatura decifrante costruita nel 2007 dalle università tedesche di Bochum e Kiel per attaccare vari sistemi crittografici. La peculiarità del COPACOBANA è essenzialmente l'utilizzo in parallelo di dispositivi FPGA riprogrammabili e reperibili normalmente in commercio.
Grazie alla possibilità di riprogrammarne la logica è possibile utilizzare l'apparecchiatura contro diversi protocolli crittografici; inoltre, essendo componenti normalmente reperibili in commercio, il costo dei dispositivi FPGA utilizzati è abbastanza contenuto. La prima versione del COPACOBANA, del marzo 2007, è basata su 120 chip FPGA di tipo XILINX Spartan3-1000 operanti in parallelo, ed è stata assemblata spendendo circa 8.000 euro mentre la versione del maggio 2008 è composta da 128 chip Virtex-4 SX 35. 
Il COPACOBANA, che sfrutta varie tecniche crittanalitiche fra cui le tabelle arcobaleno e l'applicazione del compromesso tempo-memoria, è stato utilizzato per recuperare una chiave DES in circa 6 giorni e per attaccare gli algoritmi A5/1 ed A5/2 utilizzati per cifrare le trasmissioni GSM .